# Теас де Торанк, Франсуа де
Граф Франсуа де Теас де Торанк (фр. François de Théas Graf de Thoranc; 19 февраля 1719, Грас — 15 августа 1794, Грас) — французский офицер и собиратель искусства.
С 1759 по 1763 год, во время Семилетней войны при оккупации имперского города Франкфурт-на-Майне французскими войсками, он был комендантом города. В 1759—1761 гг. он жил в доме Иоганна Каспара Гёте, сын которого Иоганн Вольфганг Гёте описал это в своей биографии «Поэзия и правда: из моей жизни».

## Биография
После получения иезуитского воспитания, в 1734 году Торанк поступил на военную службу во Франции. Служил на стороне итальянской армии во время польской борьбы зы наследство. В 1758 году он присоединился к французской армии в Германии, которой командовали герцог де Бройль и принц де Субиз. Затем, в первый день 1759 года вел переговоры с Советом Франкфурта о сдаче имперского города Франкфурта. С 1759 по 1761, по причине расквартирования, он жил в доме Иоганна Каспара Гёте. Иоганн Вольфганг фон Гёте в своей автобиографии «Поэзия и правда» описывает спор между офицером и его отцом, произошедший в Страстную пятницу 1759 года. Из-за разгрома прусских союзников под командованием герцога Фердинанда фон Брауншвейг-Вольфенбюттеля в битве при Бергене отец Гёте позволил себе выражение, которое чуть не привело его в тюрьму. Торанк дружил с патрицием Франкфурта, который был моложе в 1761 году и который был мэром в 1771 году, Иоганном Даниэлем фон Оленшлагером, в доме которого Иоганн Вольфганг Гёте любил частенько проводить свою юность.
После капитуляции Франкфурта без боя, он взял на себя гражданскую администрацию в качестве генерал-лейтенанта.
В 1762 году Торанк был назначен имперским графом. После того, как он покинул Франкфурт в 1763 году, Торанк на несколько лет стал губернатором Антильского острова Санто-Доминго.
В 1768 году он вернулся во Францию, оставил военную службу и удалился в свой родной город Грасс. После смерти он оставил после себя значительную коллекцию картин, в том числе около 200 работ, заказанных во Франкфурте.
Во время своего пребывания во Франкфурте Торанк представил ряд новшеств, включая номера домов, уличные знаки и уличное освещение, а также модернизировал средневековые правила пожаротушения и удаления мусора. До этого франкфуртские дома можно было отличить только по именам, которые очень часто повторялись. Номера домов и уличные указатели помогли французским оккупационным войскам ориентироваться в городе. Фонари, работающие на рапсовым маслом, висели на перекрестках в 1761 и 1762 годах. Как утверждают нынешние эксперты, они были очень слабыми, но все же благодаря им значительно повысилась безопасность дорожного движения и снизилась уличная преступность в ночное время.
Также Франсуа основал анатомо-хирургический колледж, который стал образцом для Фонда Зенкенберга, основанного в 1763 году.
Торанк является одноименным героем комедии «Лейтенант короля» Карла Гуцкова.
В его честь назван пешеходный переход между Großer Hirschgraben и Berliner Straße во Франкфурте.